# Sextus Julius Africanus
Sextus Julius Africanus  (ca. 160 – ca. 240) was een christelijke reiziger en historicus die leefde aan het einde van de tweede en begin van de derde eeuw. Hij schreef in het Grieks en kende ook Latijn en wat Hebreeuws.
Julius Africanus beschrijft zich als iemand die geboren was in Jeruzalem, toen het Romeinse Aelia Capitolina. Eerder was hij een soldaat en heiden geweest, maar al zijn werken schreef hij na zijn bekering tot het christendom. Later wordt hij geassocieerd met Emmaüs en voerde in 221 of 222 een delegatie aan om deze plaats de status van polis te verlenen. Dit werd door of Heliogabalus of Severus Alexander toegekend en Emmaüs kreeg toen de naam Nicopolis. Voor de rest is weinig met zekerheid bekend over zijn leven. Volgens de Suda was hij van oorsprong een Libiër, de classicus Gelzer concludeerde dat hij uit het Latijn-sprekende deel van Africa kwam. Men weet niet of hij een leek of een geestelijke was.
Julius Africanus is belangrijk door zijn invloed op Eusebius en op alle latere kerkhistorici. Hij is bekend vanwege zijn geschiedenis van de wereld, de chronografiai. Deze situeert de schepping in het jaar 5500 v.Chr., en dateert de geboorte van Jezus 5501 jaar na de schepping. Het werk had een apologetisch doel. Het oorspronkelijke werk is verloren gegaan, maar sommige delen zijn te vinden in de chronicon van Eusebius.
Hij stelde een harmonisering voor van de afstammingsregisters in Matteüs en Lucas op basis van het leviraat. Hij was kritisch over het verhaal over Susanna in het boek Daniël en zag het als een onechte, late toevoeging.